# TSPY3
TSPY3 (англ. Testis specific protein, Y-linked 10) – білок, який кодується однойменним геном, розташованим у людей на короткому плечі Y-хромосоми. Довжина поліпептидного ланцюга білка становить 308 амінокислот, а молекулярна маса — 35 101.
| 10         |  | 20         |  | 30         |  | 40         |  | 50         |
| ---------- |  | ---------- |  | ---------- |  | ---------- |  | ---------- |
| MRPEGSLTYR |  | VPERLRQGFC |  | GVGRAAQALV |  | CASAKEGTAF |  | RMEAVQEGAA |
| GVESEQAALG |  | EEAVLLLDDI |  | MAEVEVVAEE |  | EGLVERREEA |  | QRAQQAVPGP |
| GPMTPESALE |  | ELLAVQVELE |  | PVNAQARKAF |  | SRQREKMERR |  | RKPHLDRRGA |
| VIQSVPGFWA |  | NVIANHPQMS |  | ALITDEDEDM |  | LSYMVSLEVE |  | EEKHPVHLCK |
| IMLFFRSNPY |  | FQNKVITKEY |  | LVNITEYRAS |  | HSTPIEWYPD |  | YEVEAYRRRH |
| HNSSLNFFNW |  | FSDHNFAGSN |  | KIAEILCKDL |  | WRNPLQYYKR |  | MKPPEEGTET |
| SGDSQLLS   |  |            |  |            |  |            |  |            |

A: Аланін

C: Цистеїн

D: Аспарагінова кислота

E: Глутамінова кислота

F: Фенілаланін

G: Гліцин

H: Гістидин

I: Ізолейцин

K: Лізин

L: Лейцин

M: Метіонін

N: Аспарагін

P: Пролін

Q: Глутамін

R: Аргінін

S: Серин

T: Треонін

V: Валін

W: Триптофан

Кодований геном білок за функцією належить до білків розвитку. 
Задіяний у таких біологічних процесах, як диференціація клітин, сперматогенез. 
Локалізований у цитоплазмі, ядрі.